# 2011年のゴルフ
この記事では2011年のゴルフについて記載する。

## できごと

### 1月
- 9日 - タイで行われたザ・ロイヤル・トロフィーで欧州選抜がアジア選抜を下し2連覇。

### 4月
- オーガスタで行われたマスターズ・トーナメントでシャール・シュワーツェルが初優勝。日本のアマチュア松山英樹がローアマに輝いた。

### 5月
- 欧州男子BMW PGA選手権でルーク・ドナルドが優勝。

### 6月
- 全米オープン、ローリー・マキロイが優勝。

### 7月
- 全英オープン、北アイルランドのダレン・クラークが初優勝。
- LETメジャーエビアン・マスターズ、宮里藍が2度目の優勝。

### 8月
- 全米プロゴルフ選手権、キーガン・ブラッドリーが優勝。

### 9月
- ソルハイムカップ、欧州選抜が勝利。
- ザ・ツアーチャンピオンシップで、ビル・ハースが優勝、フェデックスカップも制した。

### 10月
- ルーク・ドナルドがPGAツアー全日程を終え、賞金王に輝く。

### 11月
- オーストラリア・メルボルンでプレジデンツカップ開催。アメリカ選抜が勝利。
- 中国・海南島で行われたオメガ・ミッションヒルズ・ワールドカップでアメリカが優勝。
- 日本ゴルフツアーでベ・サンムンが賞金王。

### 12月
- ドバイ世界選手権でアルバロ・キロスが優勝。PGAツアー賞金王のルーク・ドナルドがレース・トゥ・ドバイを制し、欧米ツアーの賞金王に輝く。
- 欧州女子ドバイ・レディース・マスターズで全日程終了。宮里藍が賞金女王に輝く。